# Friedrich Wilhelm Hensing

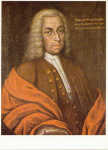
Friedrich Wilhelm Hensing

Friedrich Wilhelm Hensing (* 17. April 1719 in Gießen; † 9. November 1745 in Gießen) war ein deutscher Arzt, Anatom und Ordinarius für Medizin in Gießen.

## Leben und Wirken
Friedrich Wilhelm Hensing war ein Sohn von Johann Thomas Hensing (1683–1726), dem Extraordinarius der Medizin und Ordinarius für chemische Naturphilosophie an der Universität Gießen, und dessen Ehefrau Maria Juliana geb. Nitsch, Tochter des hessischen Gerichtsassessors an der juristischen Fakultät und Vizekanzlers der Universität Gießen, Friedrich Nitzsch.
Friedrich Wilhelm Hensing war ab 1742 Erster Prosektor und 1743 bis 1745 Vertreter der Anatomie in Gießen. Im englischen Sprachraum wird das Hensing’s ligament nach ihm benannt.

## Veröffentlichungen
- Friedrich Wilhelm Hensing: Dissertatio Inauguralis De Peritonaeo. Lammers, 1742.
- Friedrich Wilhelm Hensing, Maria Margreta Hensing: Denkmahl der Liebe. Hammer, 1744, 4 Seiten